# Olof Rudolf Cederström
Olof Rudolf Cederström, född 8 februari 1764 i Landskrona, död 1 juni 1833 i Funbo socken, Uppsala län, var en svensk greve, sjömilitär, statsråd och en av rikets herrar.

## Biografi
Cederström anställdes 1779 vid amiralitetet. Tidig tjänstgöring inkluderade bland annat en period som hamnkapten i den svenska kolonin Saint-Barthélemy. Under Gustav III:s ryska krig utförde han den 17 mars 1790 den lyckade räden mot Rågersvik (dagens Paldiski) som chef för en liten eskader (bestående av två fregatter och ett par briggar) där en stor mängd ryskt krigsmateriel förstördes, vilket ledde till utnämning till major. Han utmärkte sig också vid slaget vid Reval (Tallinn) och vid Viborgska gatloppet. Han befordrades till överstelöjtnant 22 december 1793, överste 21 juni 1795 och ledde 1796 och 1798 en fregatteskader i Nordsjön till skydd mot engelska kapare.
Cederström befordrades 9 april 1801 till konteramiral och sändes till Medelhavet för att komma tillrätta med tripolitanska sjörövare, en del av det som kom att kallas barbareskkriget. Under finska kriget anförde han år 1808 den expedition till Gotland som fördrev de ryska styrkor som landstigit där. Utnämnd till vice landshövding på Gotland fick han i uppgift att stärka öns försvar, bland annat genom uppsättandet av Gotlands nationalbeväring. 1813 blev han förordnad till general över svenska sjöstyrkan mot Danmark och Frankrike. 1814 utsågs han till guvernör för nya kolonin Svenska Guadeloupe, detta uppdrag ställdes senare in. Den 8 augusti 1815 blev han statsråd och samma år generaladjutant för flottan, 1818 amiral och 1 juni 1820 överamiral.
Cederström blev 1823 generalamiral och chef för "Kunglig majestäts flotta", som enligt hans förslag bildats genom sammanslagning av örlogsflottan och arméns flotta. På denna post lastades han för sitt agerande vid försäljning av fartyg från flottan i den så kallade skeppshandeln, vilket ledde till hans avgång 1828 "mot slutet af sin lysande bana". Sina sista år levde han på egendomen Lövsta i Uppland.
Cederström blev hedersledamot av Krigsvetenskapsakademien 1809. Han upphöjdes till greve den 11 maj 1819 och introducerades den 30 maj 1821. Cederström var son till översten friherre Claes Cederström (1726–1778) och Margareta Elisabet, född von Mevius (1740–1824). Han gifte sig 16 februari 1793 med grevinnan Charlotta Katarina Wrangel af Sauss (född 1767). Sonen Claes Anton var far till Claes och Thure Cederström. Dottern Margareta Charlotta var gift med Claes August Cronstedt och mor till August och Rudolf Cronstedt. Sonen Thure var far till Anton Cederström.

## Utmärkelser
- Riddare av Svärdsorden, 1790
- Kommendör av Svärdsorden, 1799
- Kommendör med stora korset av Svärdsorden, 1803
- Riddare med stora korset av Svärdsorden, andra klassen, 1814
- Serafimerorden, 1816
- Karl XIII:s orden, 1825